# Peter Breggin
Peter Robert Breggin, född 11 maj 1936, är en psykiater från USA.
Han är mest känd som kritiker av biologisk psykiatri, psykofarmaka och ECT samt som författare av böcker som Toxic Psychiatry, Talking Back to Prozac, Talking Back to Ritalin och Brain-Disabling Treatments in Psychiatry. Han kritiserade på 1990-talet användningen av Prozac inom psykiatrin, och har som expert på biverkningar av amfetaminbehandling hos barn redovisat riskerna med detta inför USA:s representanthus.